# Pterostichus madidus
Pterostichus madidus är en skalbaggsart som först beskrevs av Fabricius 1775.  Pterostichus madidus ingår i släktet Pterostichus, och familjen jordlöpare. Arten har ej påträffats i Sverige.

## Bildgalleri

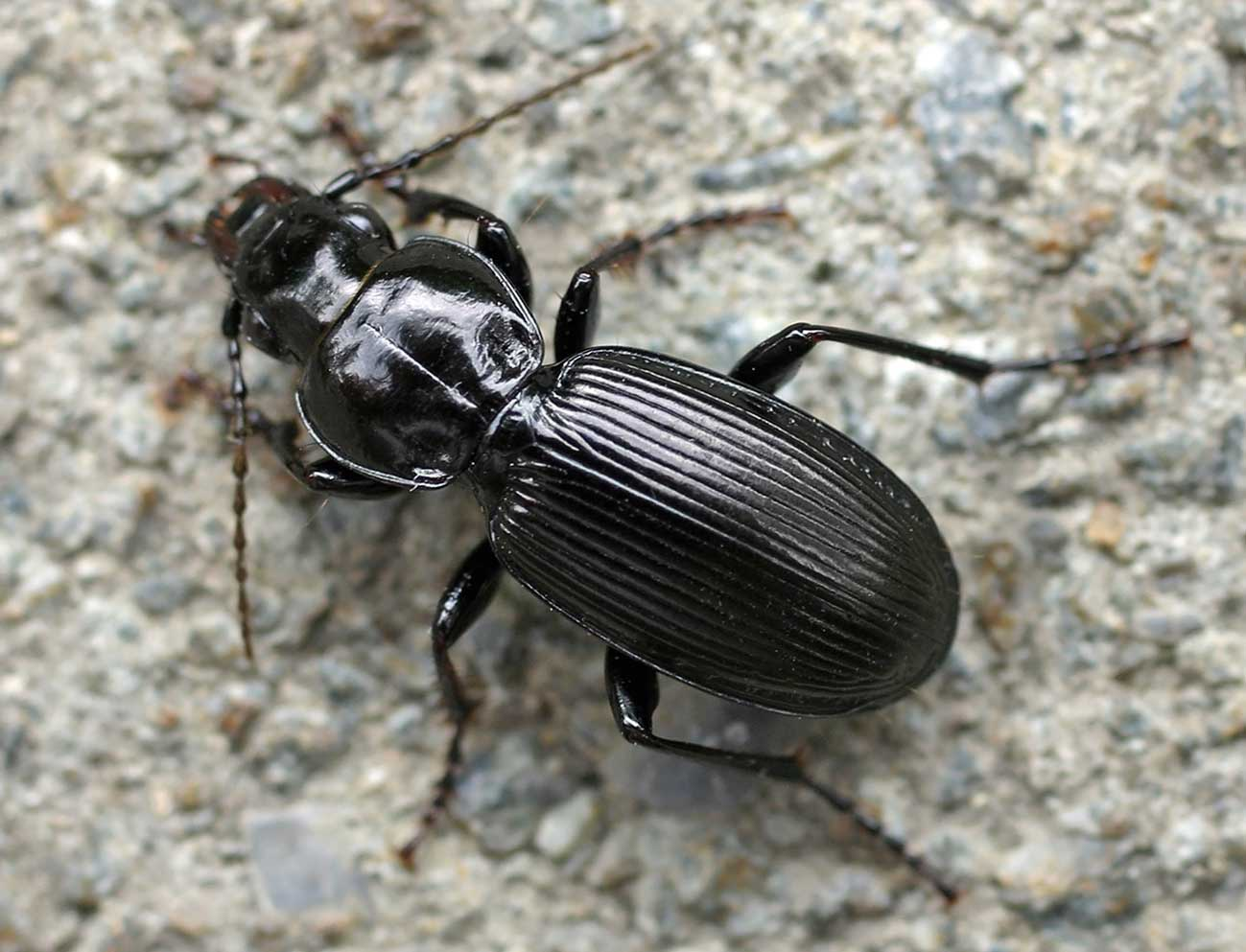